# Tomislav Zadro
Tomislav Zadro hrvatski je paraolimpijski športaš i trener, sudionik Ljetnih i Zimskih paraolimpijskih igara te aktualni predsjednik Hrvatskog biciklističkog saveza.
Rođen je u Vinkovcima. Kao hrvatski branitelj u Domovinskom ratu izgubio je nogu u minskom polju. Kao prijeratni odbojkaš odlučio se vratiti u šport igranjem sjedeće odbojke.
Nekoliko godina bavio se brdskim automobilizmom u sklopu kojeg se natjecao u Škoda Valvoline cupu.
Na ZPOI-u 2002. u američkom Salt Lake Cityju nastupio je u slalomu i zauzeo 10. mjesto. Šest godina kasnije, na POI-u u Pekingu nastupio je biciklističkoj utrci na kronometar te zauzeo 10. mjesto.
Trenirao je hrvatskog paraolimpijca Marija Alilovića, svjetskog prvaka u parabiciklizmu.
Godine 2014. uručena mu je nagrada Ponos Hrvatske.